# Poradlne
Poradlne, podatek poradlny – w dawnej Polsce danina prawa książęcego zależna od rozmiarów ziemi uprawnej, od XIV wieku łanowe, a od 1629 coraz częściej zastępowana przez podymne.
Stały podatek od dóbr ziemskich wprowadzony przez Kazimierza Wielkiego, w wysokości 12 groszy w dobrach rycerskich oraz 24 groszy w dobrach klasztornych.
Na mocy przywileju koszyckiego z 1374 roku podatek poradlny dla szlachty zmniejszono z 12 do 2 groszy z łana. W 1381 w ramach kompromisu zwolniono z podatków kościelne majątki ziemskie, a więc i z poradlnego.
„Poradlne” to także dziesięcina na rzecz Kościoła w naturze w wysokości 12 miar zboża (zob. Miary pruskie i niemieckie), zwykle po 4 miary pszenicy, żyta i owsa, lub w pieniądzach.